# Qamishli
Qamishli (en árabe: القامشلي‎; siríaco (arameo): ܩܡܫܠܝ ,ܩܡܫܠܐ, Qamishhlo o Beth-Zalin, ܒܝܬ ܙܠܝܢ) es una ciudad en el noreste de Siria en la frontera con Turquía (ciudad de Nusaybin) y cerca de Irak. Pertenece a la Gobernación de Hasaka en el distrito de Al Qamishli y es el centro de un distrito administrativo. Es la ciudad kurda más importante de Siria.

## Historia
Qamishli está situada en la base de los montes Tauro, cerca de la zona de la antigua ciudad hurrita de Urkesh que fue fundada durante el cuarto milenio antes de Cristo.
La ciudad moderna se fundó en 1926 como una estación de ferrocarril del tren Tauro.
Qamishli es la ciudad más grande en la gobernación de Al-Hasakah y es considerada como la capital secreta de los kurdos, los arameos también reclaman que sea la capital de su comunidad.

Situación actual en la ciudad, el rojo representa al gobierno y el amarillo a los kurdos.

### Guerra Civil Siria
Los conflictos comenzaron a raíz de la Revolución Rojava, integrada en la Guerra Civil Siria para acabar con el régimen del gobierno. Actualmente, el gobierno sirio de Bashar al-Ásad tiene bajo su control el aeropuerto, el paso fronterizo y algunos edificios gubernamentales, así como el barrio árabe y algunos cristianos de la ciudad. Aun así, la mayor parte de la ciudad está bajo la administración de la Federación del norte de Siria (Rojava).
Aunque la situación parece mantenerse estable en los últimos años, ha habido algunos altercados y conflictos entre las dos partes, entre ellos los enfrentamientos de Qamishli, que acabó en alto el fuego; y los atentados de Qamishli, que acabaron con más de 50 muertos y casi 150 heridos.

## Demografía
Al Qamishli, originalmente, estuvo poblado por asirios. En los tiempos modernos, es una mezcla de grupos étnicos, en su mayoría kurdos, árabes y arameos (sirios). Los cristianos de la ciudad consisten principalmente en arameos y armenios. La ciudad fue fundada por los arameos que huyeron de Seyfo en la Turquía moderna. Hoy los kurdos, árabes, arameos y armenios (unos 8.500 de los que 2.000 son católicos armenios) conviven en la ciudad.
En el censo de 2004, la población ascendía a 184.231 personas, y es una de las 10 ciudades más pobladas de Siria.
Qamishli fue también el hogar de una comunidad judía importante. En la década de 1930 la población judía de Al Qamishli rondaba unas 3000 personas. Después de 1947 la situación de los judíos de Al Qamishli se deterioró.[cita requerida] Todos los judíos empleados en las oficinas del gobierno fueron despedidos.[cita requerida] Muchas mujeres judías fueron encarceladas y golpeadas con la aprobación de las autoridades.[cita requerida] En 1963 la comunidad se había reducido a 800 personas, y después de la de la Guerra de los Seis Días se redujo a 150 personas.[cita requerida]
Actualmente se conoce por ser la ciudad con más población kurda de Siria.

## Transporte
- Cuenta con un aeropuerto internacional, con código IATA KAC.
- Chemins de Fer Syriens (la compañía del ferrocarril Siria) opera un servicio ferroviario de carga y de pasajeros a otras partes de Siria.

## Religión

### Judíos
Históricamente, en Qamishli también vivió una importante comunidad judía. El origen de los judíos de Qamishli (a diferencia de los judíos de Damasco y Alepo, que son una mezcla de judíos sefardíes y judíos musta'arabi ) es la ciudad adyacente de Nusaybin, al otro lado de la frontera turco-siria. Como después de la fundación de Turquía en 1923, los principales centros económicos habían sido asignados a Turquía, las autoridades del Mandato francés consideraron necesario alentar el asentamiento o la fundación de nuevos pueblos y ciudades en la región. La ciudad actual fue fundada en 1926 por el Mandato francés, que a continuación alentó el asentamiento de la población en Nusaybin, que se encuentra justo al otro lado de la frontera. En pocos años, Qamishli tenía más población que Nusaybin. La mayor parte de la población cristiana, y también de la judía de Nusaybin, se trasladó a Qamsihli. En la década de 1930, la población judía de Qamishli ascendía a 3.000 personas. Tras la escalada del conflicto israelí-palestino en 1947, la situación de los judíos de Qamishli se deterioró. El éxodo de judíos de Siria alcanzó su punto máximo debido a la violencia, como los disturbios antijudíos disturbios antijudíos de 1947 en Alepo. En 1963, la comunidad se había reducido a 800 personas, y después de la Guerra de los Seis Días se redujo aún más a 150, de los cuales no queda nadie en la actualidad.